# Platonove, Bârzula
Platonove (în ucraineană Платонове) este un sat în comuna Ocna din raionul Bârzula, regiunea Odesa, Ucraina.

## Demografie
Componența lingvistică a localității Platonove
     Ucraineană (81,08%)
     Rusă (13,51%)
     Română (5,41%)
Conform recensământului din 2001, majoritatea populației localității Platonove era vorbitoare de ucraineană (81,08%), existând în minoritate și vorbitori de rusă (13,51%) și română (5,41%).